# Abramson Meyer
Abramson Meyer, auch Abrahamson Meyer bzw. Meyer Abraham (* 1757 oder 1764 in Hamburg; † 21. November 1817) war ein deutscher Arzt. 
Abramson Meyer besuchte ab 1776 die Domschule zu Halberstadt, studierte seit 1781 in Göttingen Medizin und promovierte 1783 dort zum Doktor der Medizin und begann in Hamburg zu praktizieren, wo schon sein Vater Abraham Meyer als Arzt tätig gewesen war. Bald wurde er Arzt am dortigen Judenhospital. Er veröffentlichte zahlreiche medizinische Bücher und Artikel und war Mitglied des Königlichen Sanitäts-Collegiums in Stockholm.

## Schriften
- Dissertatio Inauguralis Medica Sistens Cautelas Anthelminticorvm In Paroxysmis Verminosis : Observationibus Illustratas Cum Analectis Practicis Ex Helmintologia Medica ; Quam Pro Gradu Doctoris Medicinae Et Chirurgiae Ad Diem XX. Octobr. MDCCLXXXIII Exhibet, Göttingen 1783
- Wie können Personen, welche mit den Beschwerden der fließenden oder blinden Hämorrhoiden behaftet sind, davon gründlich geheilt, und wenn sie noch nicht entstanden sind, davor geschützt werden, Hamburg, 1806
- Der Arzt für Hypochondristen, für hysterische Frauenzimmer, wie auch für diejenigen, welche an Mangel der Eßlust, schwerer Verdauung, langwierigen Diarrhöen, Blähungen und Sodbrennen leiden, Posen und Leipzig, 1817
- Von ausgeworfenen Lungensteinen; in: Meckel’s neuem Archiv der practischen Arzneikunde, Th. 1, 1789
- Von einem lang anhaltenden Kopfschmerz, der durch den Abgang eines versteinerten Kirschkerns durch die Nase geheilt wurde, ibid.
- Gichtische Ursachen eines entstandenen schiefen Kopfes, ibid.
- Von einem Zittern der Hände und Füße, welches von einem Ueberfluß des Saamens entstanden, ibid.